# 尹永燦
尹永燦（：／ Yoon Young-chan，1964年8月5日—），大韓民國自由派政治人物，文在寅總統首任負責新聞公關事務的青瓦臺首席秘書官，現任國會議員。